# シングス・ハヴ・チェンジド
「シングス・ハヴ・チェンジド」（Things Have Changed）は、ボブ・ディランが作詞・作曲・歌唱した楽曲。

## 解説
映画『ワンダー・ボーイズ』の主題歌として使用され、サウンドトラック・アルバムに収録、2000年5月1日にシングルとしてリリースされた楽曲。全英シングル・チャートで58位を記録した。アカデミー歌曲賞、ゴールデン・グローブ賞主題歌賞を受賞。
映画『ワンダー・ボーイズ』の監督カーティス・ハンソンにより、ミュージック・ビデオも制作された。

## 収録CD
CD (COL 669333 2)
1. Things Have Changed - 3:37
Radio Edit
2. To Make You Feel My Love - 4:10
ライヴ・ヴァージョン venue unlisted
3. Hurricane - 8:33
アルバム『欲望』より
4. Song to Woody - 4:26
2000年3月16日カリフォルニア州サンタ・クルーズ、Santa Cruz Civic Auditorium、ライブ

THINGS HAVE CHANGED～DYLAN ALIVE! VOL.3（2000年6月21日、SME、SRCS-2306）日本盤EP
既に発表されていた海外盤のライブ・テイクをディランが気に入らずディラン・サイドから日本独自仕様にと、指示があったもので収録曲が異なる。
1. シングス・ハヴ・チェンジド - Things Have Changeded - 5:09
アルバム・ヴァージョン
2. ハイランズ - Highlands - 11:19
ライヴ・ヴァージョン、2000年3月16日カリフォルニア州サンタ・クルーズ、Santa Cruz Civic Auditorium
3. 風に吹かれて - Blowin' in the Wind - 7:10
ライヴ・ヴァージョン、2000年3月16日カリフォルニア州サンタ・クルーズ、Santa Cruz Civic Auditorium
4. メイク・ユー・フィール・マイ・ラヴ - To Make You Feel My Love - 4:11 
ライヴ・ヴァージョン